# Francis Zagorskis
Francis Zagorskis, född 18 september 1929 i Rēzekne, död 5 augusti 1986 i Babīte socken, var en lettisk historiker och arkeolog, landets mest kända stenåldersspecialist under efterkrigstiden.

## Biografi
Francis Zagorskis föddes i Rēzekne län, Silañi församling (numera Preiļu län) i staden Renieki i en jordbrukarfamilj. Efter examen från Riebiņu 6-åriga grundskolan studerade han ett år på Varakļanis gymnasium och sedan på Preili gymnasium. Från 1948 till 1953 studerade han vid fakulteten för historia och filologi vid universitetet. Efter utbildningens slut började han att arbeta vid Lettlands Za History Institute (nu Lettlands institutet för historia vid Lettlands universitet), som var hans första och enda arbetsplats.
Han deltog i arkeologiska utgrävningar i bergen i Asotte, Tērvete, Ķentekalna och Koknese slott, och tog under en kortare tid över utgrävningarna av Tērvete-högen (1959–1960), och deltog i utgrävningarna av den neolitiska bosättningen i västra Kurzeme som leddes av Lūzia Vankin. Den neolitiska bosättningen Saarnate väckte hans intresse för stenålderns keramiska konst. Han ledde arkeologiska utgrävningar i den neolitiska boplatsen och gravfältet Kreići, och ledde senare utgrävningar vid sjön Luban i bosättningarna Icha, Piestiņa och Ossa. Hans arbete fortsatte, med avbrott, fram till första hälften av 1980-talet, och resulterade i unika stenåldersmaterial. Hans arbete med östlig baltisk stenålder ledde till en doktorsexamen. Detta arbete periodiserade stenåldern i denna region för första gången, och isolerade monumenten från mellersta stenåldern – mesolitikum. Han beskrev tidig neolitisk keramik och dess inflytande under senare perioder av stenåldern. Han studerade omfattande arkeologisk litteratur, som fanns tillgänglig vid den tiden. Studien i form av ett manuskript finns i det lettiska institutet för Lettlands universitets historiska arkiv.
Resultaten av studierna sammanfattas i ett hundratal vetenskapliga och populära artiklar som publicerats på lettiska bland annat i volymen Arkeologi och etnografi, samt i utländska publikationer (Polen, Storbritannien.) Författaren deltog i många vetenskapliga konferenser och forum i både Riga och Lettland och grannländerna (Sankt Petersburg, Moskva, Kiev, Tallinn, Warszawa).
Under den andra halvan av sitt liv tog Zagorskis sitt arbete till norra Lettland – kustlinjen i sjön Burtnieks, där under hans ledning det arkeologiska komplexet Zvejniek studerades. Gravfältet är fortfarande i Nordeuropas största stenåldersgravfält och har två tillhörande bosättningar. Bearbetningen av gravarna har gett upplysningar om samhällets organisation, dess andliga liv och traditioner. Arbetet med detta monumentala komplex gav också Zagorskis internationellt erkännande.
Hans mest vetenskapligt betydelsefulla arbete blev den arkeologiska utforskningen av gravfältet och bebyggelsen vid Zvejniek (på svenska Fiskare) åren 1964–1978. Ett år efter hans död den 4 augusti 1986 publicerades 1987 hans monografi Zvejnieku akmens laikmeta kapulauks nu översatt till engelska och utgiven i Oxford (Zagorskis 2004).

## Privatliv
1965 gifte han sig med arkeologen Long Greenberg. Han var en lågmäld, social person. Han var under en lång tid sekreterare i lettiska institutet för historia. Han ledde sommarstudier i kurser i arkeologiska metoder. Under många år var han också medlem i LZA-kören "Pils of Light", och deltog i sångfestivaler och många konserter med kören. Utgrävningar gjorde han fram till de sista dagarna av sitt liv. 
Francis Zagorskis dog av en medfödd hjärtsjukdom och är begravd på Salaspils kyrkogård i Rigaregionen.

## Viktigare arbeten
Författare till omkring 90 vetenskapliga och populärvetenskapliga skrifter.
- Agrais un attīstītais neolīts Latvijas PSR austrumdaļā. LU Latvijas vēstures institūta arhīvs. Disertācijas manuskripts: 1967. (Tidig och utvecklad neolitikum i östra delen av lettiska SSR. Arkiv för institutet för lettisk historia vid Lettlands universitet. Avhandlingsmanuskript: 1967 , svensk översättning)

- Zvejnieku akmens laikmeta kapulauks. Rīga: Zinātne, 1987.
- Zvejnieki (Northern Latvia) Stone Age cemetery. Oxford : Archaeopress, 2004. BAR, International series, 1292